# Łyntupy
Łyntupy (biał. Лынтупы) – wieś na Białorusi w rejonie postawskim obwodu witebskiego, położone przy granicy z Litwą 49 km od Postaw, 1,6 tys. mieszkańców (2010). Centrum administracyjne sielsowietu Łyntupy.
W II RP siedziba wiejskiej gminy Łyntupy.

## Nazwa miejscowości
Nazwa „Łyntupy” została utworzona od nazwy rzeki Łyntupki. Bałtowie i Finowie dosłownie tłumaczą tę nazwę jako „ptak raka”. Według Józefa Byhowca, nazwa taka mogła być nadana tylko w czasie pobytu na terytorium Białorusi, Bałtów (IV–IX w.).

## Historia
Pierwsza pisemna wzmianka o Łyntupach pochodzi z 1385, kiedy leżały w Wielkim Księstwie Litewskim. W 1459 wojewoda wileński Andrzej Dołgirdowicz ufundował drewniany kościół św. Andrzeja. Według reformy administracyjno-terytorialnej (1565–1566) Łyntupy stały się częścią powiatu oszmiańskiego w województwie wileńskim. Jako pierwsi właściciele majątku Łyntupy wymieniani są Hylzenowie.
Według inwentarza, od 1591 Łyntupy składały się z obszaru i dwóch ulic – „Do młyna” i „Do wsi Sudowska”, było 28 dymów. Majątek dworski składał się ze starego domu z sześcioma pokojami i z budynków gospodarczych. W drugiej połowie XVII wieku jako właściciel majątku figuruje cześnik oszmiański i szambelan króla Stanisława Augusta Poniatowskiego Daniel Buczyński, po którym dobra łyntupskie dziedziczy jego syn Maurycy.
Prywatne miasto magnackie położone było w końcu XVIII wieku w powiecie oszmiańskim województwa wileńskiego.
W wyniku III rozbioru Polski (1795) Łyntupy stały się częścią Imperium Rosyjskiego, a od 9 września 1801 leżały w powiecie zawilejskim w guberni wileńskiej. Podczas powstania listopadowego 5 maja 1831 roku do miasteczka weszły oddziały powstańców, skąd udały się do powiatu oszmiańskiego. W 1843 Łyntupy stały się siedzibą powiatu święciańskiego. W 1864 roku majątek kupuje Jerzy Biszewski herbu Abdank, petersburski adwokat. Majątek odziedziczyli dwaj synowie Józef i Edward, jednak ten drugi wcześnie zmarł. Józef był właścicielem majątku do 1939 roku.
W 1885 roku w Łyntupach było 13 dworów, kościół, synagoga, szkoła (otwarta w 1866), hospicjum, 3 kramy, karczma, odbywały się targi. W 1897 wybudowano linię kolejową Wilno–Połock. Pod koniec XIX wieku majątek Łyntupy stanowiły wioski Szudowce, Kaznodzieiszki, Pozhliki, Peszkowce i zaścianki Stukavshchyzna, Jawneliszki, Venter, Bałduk, Sienkiszki lub Balduchok, Trabuciszki, Ignaciszki (wszystkie z nich należały do społeczności wiejskiej Łyntupy). Przez miasteczko przechodziła linia kolei wąskotorowej Nowe Święciany – Głębokie.
W 1904 roku pracę rozpoczęła destylarnia. W 1908 na miejscu starego, drewnianego kościoła zbudowano murowany. W 1909 w Łyntupach otwarto szkołę publiczną. Podczas I wojny światowej w 1915 przez miasto przechodziła linia frontu.
Zgodnie z traktatem pokojowym z Rygi (1921) Łyntupy stały się częścią II Rzeczypospolitej Polskiej, jako siedziba gminy w powiecie święciańskim. Miejscowa szkoła została zreorganizowana w pre-gimnazjum. W kwietniu 1928 r. w miejscowości wybuchł potężny pożar, który strawił 103 zabudowania, a jeden z mieszkańców spłonął żywcem. W 1937 w Łyntupach były 194 domy. 
W 1939 Łyntupy znalazły się w granicach Białoruskiej SRR, w powiecie postawskim. Od czerwca 1941 do 8 lipca 1944 miasto znalazło się pod okupacją niemiecką. W 1941 roku Niemcy utworzyli getto dla Żydów. Do 22 grudnia 1942 roku zabito około 250 osób.
W 1967 r. osadzie nadano statut osiedla typu miejskiego. 8 kwietnia 2004 rozwiązano radę wiejską Łyntupy (posiłkowy sowiet), zamiast tego powstał sielsowiet Łyntupy (Łyntupy nie są jego częścią, ale jest tu siedziba). 28 lutego 2011 oficjalnie zatwierdzono herb i flagę miasta.

## Demografia
- XVI wiek: 1591 – 150 osób.
- XIX wiek: 1866 – 477 osób, w tym 406 katolików, 50 żydów, 11 prawosławnych, 6 ewangelików, 4 mahometan, 1885 – 214 osób, 1897 – 685 osób.
- XX wiek: 1975 – 2000 osób, 1989 – 2100 osób, 1997 – 2200 osób.
- XXI wiek: 2004 – 1800 osób, 2006 – 1800 osób, 2008 r. – 1800, 2009 – 1609 osób. (Census)

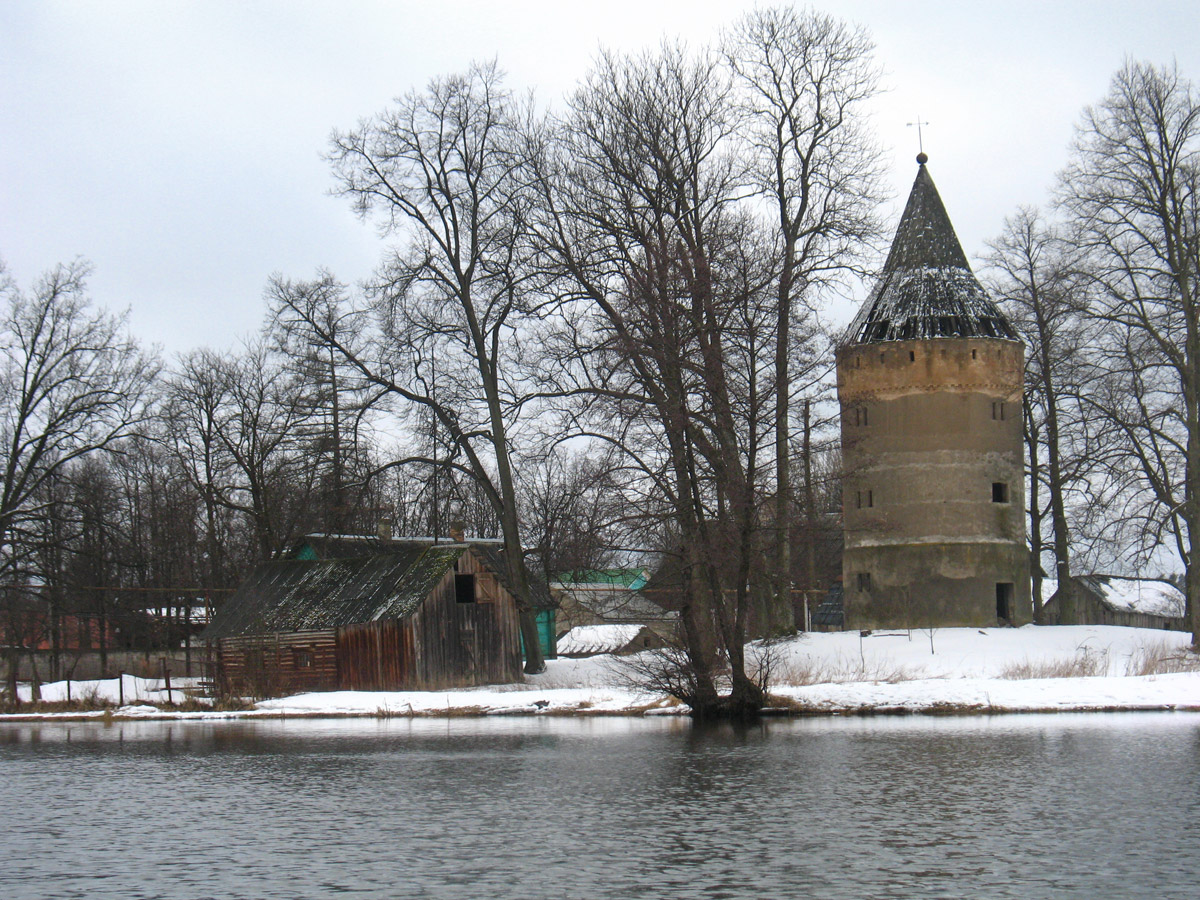
Wieża w parku

## Infrastruktura
W Łyntupach prowadzone są apteka, szpital, stacja weterynaryjna, dwa przedszkola, gorzelnia, leśniczówka, posterunek policji, 5 sklepów, sauna, stacja pogodowa, ATC, Filia Banku Oszczędności, spółka zależna PMC-21, straż pożarna, poczta, stacja benzynowa, stolarnia, jadalnia, szkoła średnia, biblioteka.
Znajduje się tu stacja kolejowa Łyntupy, położona na linii Królewszczyzna - Łyntupy.

## Gospodarka
W miejscowości istnieje przemysł spożywczy. Znajduje się tu stacja pogodowa oraz punkty odprawy celnej Łyntupy-1 i 2.

## Zabytki
- Historyczna zabudowa (koniec XIX – początek XX w., fragmenty)
- Kościół św. Andrzeja Apostoła (1908 – 1914)
- Cmentarz katolicki (połowa XIX w.)
- Zespół dworsko-parkowy Biszewskich (początek XX wieku)
- Gorzelnia (XIX/XX w.)
- Na północny zachód od Łyntup znajdują się kurhany Bałtów z X-XI wieku.
- W szkole znajduje się muzeum „Białoruski Dom” (otwarte w 1992 staraniom M. Nechaeva).

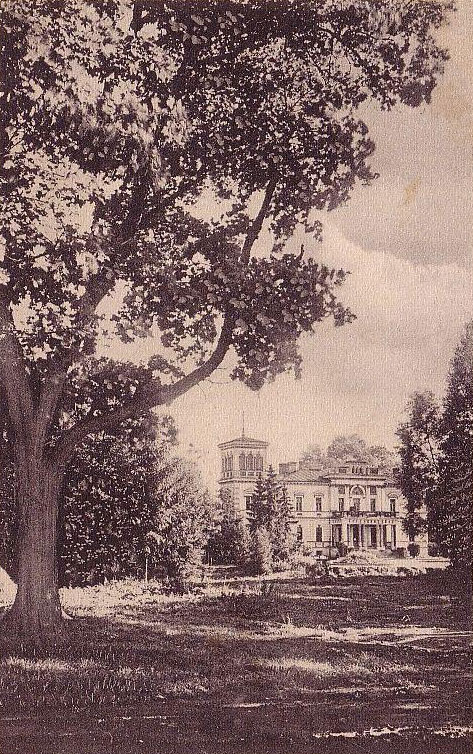
Pałac w Łyntupach

## Pałac Biszewskich
Pałac został wzniesiony w 1907 roku przez Józefa Biszewskiego według projektu architekta Tadeusza Rostworowskiego. Pałac rozgrabiono podczas I wojny światowej i ucierpiał na skutek pożaru w 1919 roku. Później nie został odbudowany. Po II wojnie światowej mieściła się w nim szkoła średnia. Obecnie jest w rękach prywatnych. Wokoło pałacu założono park z rzadkimi okazami drzew i 3 stawami.

## Parafia rzymskokatolicka
Parafia w Łuczaju powstała pod koniec XV w., kiedy wojewoda wileński Andrzej Dołgirdowicz wybudował drewnianą świątynię. Obecny kościół św. Andrzeja Apostoła wzniesiony został w latach 1908-1914. Parafia leży w dekanacie postawskim diecezji witebskiej.